# Bede Smith
Francis Bede Smith (* 28. Februar 1886 in Wellington, New South Wales; † 29. Oktober 1954 ebenda) war ein australischer Rugby-Union-Spieler. Der Innendreiviertel wurde 1908 mit der australischen Auswahl, den Wallabies, Olympiasieger.
Sein Cousin Mac Smith war ebenfalls Auswahlspieler von Australien und New South Wales. Smith begann mit dem Rugby am All Saints College in Bathurst und später an der The King’s School in Parramatta, wo er mit seinem Cousin Mac ein hervorragendes Dreiviertelduo bildete. Sein Heimatclub wurde später der Waratahs Club in Orange City. 1904 begann er seine Test-Karriere als Spieler der Auswahl von New South Wales, den Waratahs, für die er bis 1908 insgesamt achtzehnmal zum Einsatz kam. 1905 bis 1909 gehörte er zudem zum Kader der australischen Auswahl. Neben vier Länderspielen – alle gegen die neuseeländischen All Blacks 1904 und 1907 – gehörte er auch zum Kader der Wallabies auf ihrer ersten Tour nach Europa 1908/09. Bei dieser Tour verpasste er die beiden einzigen Länderspiele, wurde aber im Spiel gegen die Grafschaftsauswahl vom Cornwall eingesetzt, das als einziges Spiel des olympischen Rugby-Wettbewerbs über den Olympiasieg entschied.
Nach der Rückkehr nach Australien gehörte Smith nicht zu den Mitgliedern der Mannschaft, die zum Rugby-League-Code überliefen, sondern blieb Union treu. Smith wurde in die Sporting Hall of Fame der City of Orange aufgenommen.